# Atlético de Kolkata 2014
Questa voce raccoglie le informazioni riguardanti l'Atlético de Kolkata nelle competizioni ufficiali della stagione 2014-2015.

## Maglie e sponsor
Il fornitore tecnico per questa stagione è Umbro, mentre lo sponsor ufficiale è Aircel.
| Casa | Trasferta |

## Rosa
| N. |                    | Ruolo | Calciatore              |
| -- | ------------------ | ----- | ----------------------- |
| 1  | India (bandiera)   | P     | Subhasish Roy Chowdhury |
| 2  | India (bandiera)   | D     | Biswajit Saha           |
| 3  | India (bandiera)   | D     | Nallappan Mohanraj      |
| 4  | India (bandiera)   | D     | Kingshuk Debnath        |
| 5  | India (bandiera)   | D     | Arnab Mondal            |
| 6  | India (bandiera)   | A     | Baljit Sahni            |
| 7  | India (bandiera)   | C     | Cavin Lobo              |
| 8  | Spagna (bandiera)  | C     | Borja                   |
| 9  | Etiopia (bandiera) | A     | Fikru Tefera            |
| 10 | Spagna (bandiera)  | C     | Luis García (c)         |
| 11 | Spagna (bandiera)  | C     | Jofre                   |
| 12 | India (bandiera)   | D     | Denzil Franco           |
| 13 | Spagna (bandiera)  | P     | Basilio Sancho Agudo    |

| N. |                       | Ruolo | Calciatore        |
| -- | --------------------- | ----- | ----------------- |
| 14 | India (bandiera)      | A     | Mohammed Rafi     |
| 15 | India (bandiera)      | C     | Sanju Pradhan     |
| 16 | India (bandiera)      | C     | Climax Lawrence   |
| 17 | Spagna (bandiera)     | D     | Josemi            |
| 18 | India (bandiera)      | A     | Mohammed Rafique  |
| 19 | Bangladesh (bandiera) | C     | Mamunul Islam     |
| 20 | India (bandiera)      | C     | Rakesh Masih      |
| 21 | Rep. Ceca (bandiera)  | C     | Jakub Podaný      |
| 22 | India (bandiera)      | C     | Lester Fernandez  |
| 23 | Botswana (bandiera)   | C     | Ofentse Nato      |
| 24 | Spagna (bandiera)     | A     | Arnal Llibert     |
| 25 | Armenia (bandiera)    | P     | Apoula Edel       |
| 26 | Francia (bandiera)    | D     | Sylvain Monsoreau |

## Calciomercato
| Acquisti | Acquisti                | Acquisti           | Acquisti   |
| R.       | Nome                    | a                  | Modalità   |
| -------- | ----------------------- | ------------------ | ---------- |
| P        | Basilio Sancho Agudo    | Fuenlabrada        | svincolato |
| P        | Subhasish Roy Chowdhury | Dempo              | definitivo |
| P        | Apoula Edel             |                    | svincolato |
| D        | Kingshuk Debnath        | Mohun Bagan        | definitivo |
| D        | Denzil Franco           | Churchill Brothers | definitivo |
| D        | Josemi                  | Skoda Xanthī       | svincolato |
| D        | Nallappan Mohanraj      | Mumbai Tigers      | definitivo |
| D        | Sylvain Monsoreau       |                    | definitivo |
| D        | Arnab Mondal            | East Bengal        | prestito   |
| D        | Jakub Podaný            | Sparta Praga       | definitivo |
| D        | Biswajit Saha           |                    | svincolato |
| C        | Borja                   | Getafe             | svincolato |
| C        | Lester Fernandez        | Pune               | definitivo |
| C        | Luis García             |                    | definitivo |
| C        | Mamunul Islam           | Mohammedan         | svincolato |
| C        | Jofre                   | Girona             | svincolato |
| C        | Climax Lawrence         | Mumbai             | definitivo |
| C        | Rakesh Masih            | Salgaocar          | definitivo |
| C        | Ofentse Nato            | Bidvest Wits       | svincolato |
| C        | Sanju Pradham           | Dempo              | svincolato |
| A        | Arnal Llibert           | Alcorcón           | svincolato |
| A        | Mohammed Rafi           | Mumbai             | definitivo |
| A        | Mohammed Rafique        | East Bengal        | definitivo |
| A        | Baljit Sahni            | East Bengal        | definitivo |
| A        | Fikru Tefera            |                    | svincolato |

| Cessioni | Cessioni | Cessioni | Cessioni |
| R.       | Nome     | da       | Modalità |
| -------- | -------- | -------- | -------- |

## Risultati

### Indian Super League
| Arbitro: | Penso |

|                                  |           |  |
| Tefera 27’ Borja 69’ Arnal 90+3’ | Marcatori |  |

| Arbitro: | Nagvenkar |

|  |           |                         |
|  | Marcatori | 15’ Tefera 90+2’ Podaný |

| Arbitro: | Kumar |

|           |           |           |
| Jofre 49’ | Marcatori | 74’ Eliáš |

| Arbitro: | Penso |

|                  |           |               |
| André Santos 21’ | Marcatori | 72’, 84’ Lobo |

| Arbitro: | Rowan |

|           |           |          |
| Sahni 22’ | Marcatori | 40’ Hume |

| Arbitro: | Nagvenkar |

|                    |           |                        |
| Elano 90+3’ (rig.) | Marcatori | 35’ (rig.) Luis García |

| Arbitro: | Kumar |

|                   |           |                                      |
| Tefera 84’ (rig.) | Marcatori | 35’ Dudu 55’ Katsouranīs 89’ Colomba |

| Calcutta 14 novembre 2014, ore 19:00 UTC+5:30 8ª giornata | Atlético de Kolkata | 0 – 0 referto | Chennaiyin | Yuva Bharati Krirangan (46 288 spett.)\| Arbitro: \| Singh \| |
| Arbitro:                                                  | Singh               |               |            |                                                               |

| Arbitro: | Dilan Perera |

|                 |           |  |
| Luis García 51’ | Marcatori |  |

| Arbitro: | Irmatov |

|                    |           |            |
| Hume 4’ Gusmão 42’ | Marcatori | 55’ Tefera |

| Arbitro: | Bora |

|                 |           |            |
| Katsouranīs 45’ | Marcatori | 11’ Podaný |

| Delhi 2 dicembre 2014, ore 19:00 UTC+5:30 12ª giornata | Delhi Dynamos | 0 – 0 referto | Atlético de Kolkata | Jawaharlal Nehru Stadium (16 300 spett.)\| Arbitro: \| Rowan \| |
| Arbitro:                                               | Rowan         |               |                     |                                                                 |

| Arbitro: | Kumar |

|                         |           |           |
| Ralte 40’ Friedrich 76’ | Marcatori | 60’ Sahni |

| Arbitro: | Toledo |

|                   |           |                     |
| Tefera 68’ (rig.) | Marcatori | 27’ Edgar Marcelino |

#### Play-off
| Calcutta 14 dicembre 2014, ore 19:00 UTC+5:30 Semifinale - Andata | Atlético de Kolkata | 0 – 0 referto | FC Goa | Yuva Bharati Krirangan (53 173 spett.)\| Arbitro: \| Kumar \| |
| Arbitro:                                                          | Kumar               |               |        |                                                               |

| Arbitro: | Irmatov |

|                                  |                      |                         |
| André Santos Özbey Amiri Miranda | Tiri di rigore 2 – 4 | Josemi Rafi Jofre Borja |

| Arbitro: | Irmatov |

|  |           |               |
|  | Marcatori | 90+4’ Rafique |

## Statistiche

### Statistiche di squadra
| Competizione        | Punti | In casa | In casa | In casa | In casa | In casa | In casa | In trasferta | In trasferta | In trasferta | In trasferta | In trasferta | In trasferta | Totale | Totale | Totale | Totale | Totale | Totale | DR |
| Competizione        | Punti | G       | V       | N       | P       | Gf      | Gs      | G            | V            | N            | P            | Gf           | Gs           | G      | V      | N      | P      | Gf     | Gs     | DR |
| ------------------- | ----- | ------- | ------- | ------- | ------- | ------- | ------- | ------------ | ------------ | ------------ | ------------ | ------------ | ------------ | ------ | ------ | ------ | ------ | ------ | ------ | -- |
| Indian Super League | 19    | 7       | 2       | 4       | 1       | 8       | 6       | 7            | 2            | 3            | 2            | 8            | 7            | 14     | 4      | 7      | 3      | 16     | 13     | -9 |

### Andamento in campionato
| Giornata  | 1 | 2 | 3 | 4 | 5 | 6 | 7 | 8 | 9 | 10 | 11 | 12 | 13 | 14 |
| --------- | - | - | - | - | - | - | - | - | - | -- | -- | -- | -- | -- |
| Luogo     | C | T | C | T | C | T | C | C | C | T  | T  | T  | T  | C  |
| Risultato | V | V | N | V | N | N | P | N | V | P  | N  | N  | P  | N  |
| Posizione | 1 | 1 | 1 | 1 | 1 | 1 | 1 | 1 | 2 | 2  | 2  | 3  | 3  | 3  |

Legenda:

Luogo: C = Casa; T = Trasferta. Risultato: V = Vittoria; N = Pareggio; P = Sconfitta.